# Tanečník (román)
Tanečník je detektivní román Jeferyho Deavera z roku 1998. Jde o druhou knihu s ochrnutým detektivem Lincolnem Rhymem.

## Obsah
Profesionální zabiják zvaný „Tanečník“ musí během 45 hodin zlikvidovat tři svědky v případu vlivného obchodníka se zbraněmi. Na začátku knihy jeden ze svědků přistává se svým letadlem na letišti v Chicagu a jeho letadlo exploduje. Vyšetřováním je pověřen ochrnutý detektiv Lincoln Rhyme s jeho partnerkou Amélií Sachsovou. Policie a FBI dávají přednost ochraně dvou svědků, ale Rhyma zajímá více dopadení Tanečníka, protože Tanečník zabil před pěti lety jeho dva techniky pro ohledávání místa činu. Jednou Tanečníka skoro dopadnou, ale na místě najdou jen narkomana Jodieho, který Tanečníkovi chvíli pomáhal. Nedlouho potom je zavražděn další svědek a zůstává jen jeden. Poslední svědek a taky narkoman Jodie jsou převezeni s ochrankou do vzdáleného místa, kde budou v bezpečí. Mezitím se najde tělo muže, které pravděpodobně patří Tanečníkovi. Rhyme přijde na to, že vrah, který zabil v posledních dnech dva svědky, nebyl Tanečník ale druhý vrah, kterého si Tanečník najal a kterého před několika hodinami zabil. Skutečný Tanečník není nikdo jiný než narkoman Jodie. Rhyme se pokouší zavolat Amélii Sachsové, která je součástí ochranky, ale je ochrnutý a nemůže vytočit číslo. Nakonec se mu to podaří a Tanečník je zastaven. Poté se Lincoln Rhyme svěří Amélii, že jedním z techniků zabitých Tanečníkem před pěti lety byla jeho milenka Claire a přiznává, že tohle byl důvod, proč odmítal se Sachsovou navázat intimní vztah - což se teď mění.